# Kitsada Hamvipat
Kitsada Hamvipat (thailändisch อดิศักดิ์ ไกรษร, * 19. Mai 1984 in Khon Kaen) ist ein thailändischer Fußballspieler.

## Karriere
Seinen ersten Vertrag unterschrieb Kitsada Hemvipat 2011 beim damaligen Erstligisten Khon Kaen FC. 2011 belegte der Verein den 18. Platz und man stieg somit in die zweite Liga, der Thai Premier League Division 1, ab. 2012 wechselte er zum Erstligisten Chiangrai United. Nach der Hinserie 2015 unterschrieb er einen Vertrag beim Zweitligisten Sukhothai FC. Mit dem Verein belegte er 2015 den dritten Tabellenplatz und stieg somit in die erste Liga, der Thai Premier League, auf. 2017 unterschrieb er einen Vertrag bei Ligakonkurrenten Nakhon Ratchasima FC. Nach 74 Spielen in der ersten Liga wechselte er 2020 zum Zweitligisten Khon Kaen United FC nach Khon Kaen. In der Saison 2020/21 wurde er mit Khon Kaen Tabellenvierter und qualifizierte sich für die Aufstiegsspiele zur ersten Liga. Hier konnte man sich im Endspiel gegen den Nakhon Pathom United FC durchsetzen und stieg somit in die zweite Liga auf. Am Ende der Saison 2021/22 wurde sein Vertrag in Khon Kaen aufgelöst. Mitte Juli 2022 verpflichtete ihn der Zweitligist Udon Thani FC. Für den Zweitligisten aus Udon Thani bestritt er in der Hinrunde drei Ligaspiele. Zu Beginn der Rückrunde wechselte er im Dezember 2019 zum Drittligisten Khon Kaen FC. Mit Khon Kaen spielt er in der North/Eastern Region der Liga.